# تاریخی (گونه نمایشی)
تاریخی یکی از سه گونهٔ اصلیِ تئاترِ مغرب‌زمین است؛ و دو تای دیگر عبارتند از تراژدی و کمدی. نمونه‌های کلاسیکِ نمایشنامهٔ تاریخی نمایشنامه‌های تاریخیِ شکسپیر هستند.